# Géorgie au Concours Eurovision de la chanson 2020
La Géorgie était l'un des quarante et un pays participants prévus du Concours Eurovision de la chanson 2020, qui aurait dû se dérouler à Rotterdam aux Pays-Bas. Le pays aurait été représenté par le chanteur Tornike Kipiani, sélectionné via l'émission Georgian Idol, et sa chanson Take Me as I Am, sélectionnée en interne. L'édition est finalement annulée en raison de la pandémie de Covid-19.

## Sélection
Le diffuseur géorgien GPB a annoncé sa participation à l'Eurovision 2019 le 12 août 2019. Quelques jours plus tard, le 15 août 2019, le diffuseur confirme l'utilisation de l'émission Georgian Idol comme sélection de son représentant.

### Georgian Idol

#### Auditions
- Qualifiés pour les directs

| Première audition (26 octobre 2019)  | Première audition (26 octobre 2019) |
| Artiste                              | Chanson                             |
| ------------------------------------ | ----------------------------------- |
| Erekle Turkadze                      | Long Tall Sally                     |
| Sofi Dalas                           | Highway to Hell                     |
| Barbara Samkharadze                  | It's Raining Men                    |
| Dodo Goksadze                        | Something's Got a Hold on Me        |
| Nika Kalandadze                      | Ocean Eyes                          |
| Beka Miruashvili                     | Havana                              |
| Nini Shonia                          | Never Enough                        |
| Tamar Kakalashvili                   | Queen                               |
| Aleksandre Kitesashvili              | Sweet Home Chicago                  |
| Mariam Gogiberidze                   | Misty                               |
| Deuxième audition (2 novembre 2019)  |                                     |
| Giorgi Otiashvili                    | The Girl from Ipanema               |
| Mariam Giorgishvili                  | Replay                              |
| Mariam Shengelia                     | If I Were a Boy                     |
| Mariam Shvangiradze                  | Million Reasons                     |
| Mariam Nozadze                       | Do It like a Dude                   |
| Sirens                               | Lady Marmalade                      |
| Albina                               | You Sent Me Flying                  |
| Sukhan Devadze                       | Me mzes vat'an ("მე მზეს ვატან)     |
| Tornike Kipiani                      | House of the Rising Sun             |
| Troisième audition (9 novembre 2019) |                                     |
| Irakli Bitsadze                      | Feeling Good                        |
| Merab Amzoevi                        | Skin                                |
| Archil Gvasalia                      | Vagiorkoma (ვაგიორქომა)             |
| Mako Maisuradze                      | I'd Rather Go Blind                 |
| Liza Sengelia                        | Dream a Little Dream of Me          |
| Anri Guchmanidze                     | I've Got News for You               |

#### Shows en direct
- Candidat éliminé
- Candidat ayant reçu le plus de votes

| Contestant          | Semaine 1   | Semaine 2   | Semaine 3   | Semaine 4   | Semaine 5   | Semaine 6   | Finale      |
| ------------------- | ----------- | ----------- | ----------- | ----------- | ----------- | ----------- | ----------- |
| Tornike Kipiani     | 2e 14,5 %   | 1er 19,13 % | 1er 21,17 % | 1er 24,05 % | 1er 29,09 % | 1er 31,88 % | 1er 33,82 % |
| Barbara Samkharadze | 3e 12,91 %  | 3e 12,11 %  | 2e 14,75 %  | 2e 15,15 %  | 2e 17,75 %  | 2e 22,42 %  | 2e 31,18 %  |
| Tamar Kakalashvili  | 1er 16,53 % | 2e 15,71 %  | 3e 14,64 %  | 4e 13,79 %  | 4e 13,64 %  | 3e 16,20 %  | 3e 18,38 %  |
| Mariam Gogiberidze  | 6e 8,8 %    | 6e 8,69 %   | 7e 9,91 %   | 3e 14,06 %  | 3e 13,68 %  | 4e 15,28 %  | 4e 16,62 %  |
| Davit Rusadze       | 4e 11,91 %  | 4e 10,23 %  | 5e 10,01 %  | 6e 10,79 %  | 5e 13,01 %  | 5e 14,22 %  | Éliminé     |
| Mariam Shengelia    | 5e 10,31 %  | 5e 8,72 %   | 6e 9,98 %   | 5e 12,26 %  | 6e 12,83 %  | Éliminé     | Éliminé     |
| Anri Guchmanidze    | 7e 8,64 %   | 8e 8,64 %   | 4e 10,01 %  | 7e 9,90 %   | Éliminé     | Éliminé     | Éliminé     |
| Nika Kalandadze     | 9e 5,7 %    | 7e 8,68 %   | 8e 9,53 %   | Éliminé     | Éliminé     | Éliminé     | Éliminé     |
| Liza Shengelia      | 8e 8,15 %   | 9e 8,09 %   | Éliminé     | Éliminé     | Éliminé     | Éliminé     | Éliminé     |
| Merab Amzoevi       | 10e 2,55 %  | Éliminé     | Éliminé     | Éliminé     | Éliminé     | Éliminé     | Éliminé     |

Au terme de la finale, c'est Tornike Kipiani qui est sélectionné pour représenter la Géorgie à l'Eurovision 2020. Sa chanson sera sélectionnée en interne.

### Chanson
La chanson que Tornike Kipiani aurait dû interpréter à l'Eurovision, intitulée Take Me as I Am est présentée le 3 mars 2020.

## À l'Eurovision
La Géorgie aurait participé à la deuxième demi-finale, le 14 mai puis, en cas de qualification, à la finale du 16 mai 2020.
Le 18 mars 2020, l'annulation du Concours en raison de la pandémie de Covid-19 est annoncée.